# 런던 러브스토리
《런던 러브스토리》(영어: How to Talk to Girls at Parties)는 2017년 제작된 미국과 영국의 SF 로맨틱 코미디 영화이다. 존 캐머런 미첼이 감독을 맡았으며, 닐 게이먼의 동명 단편 소설이 원작이다. 2017년 5월 21일 제70회 칸 영화제에서 전 세계 최초로 상영되었다.

## 출연진
- 엘 패닝
- 앨릭스 샤프
- 니콜 키드먼
- 맷 루커스
- 루스 윌슨
- 조애나 스캔런
- 톰 브룩